# Parc Pridniprovskiy
Le parc Pridniprovskiy est un parc naturel situé à Krementchouk, en Ukraine.
Situé en rive gauche du Dniepr, le parc est intimement lié au fleuve et au barrage construit entre 1927 et 1929 mais l'inondation de 1931 a tout remis en question en submergeant la ville. Rénové en 1959 puis 1975. Il se trouve au nord du port fluvial de Krementchouk.

## Galerie d'images

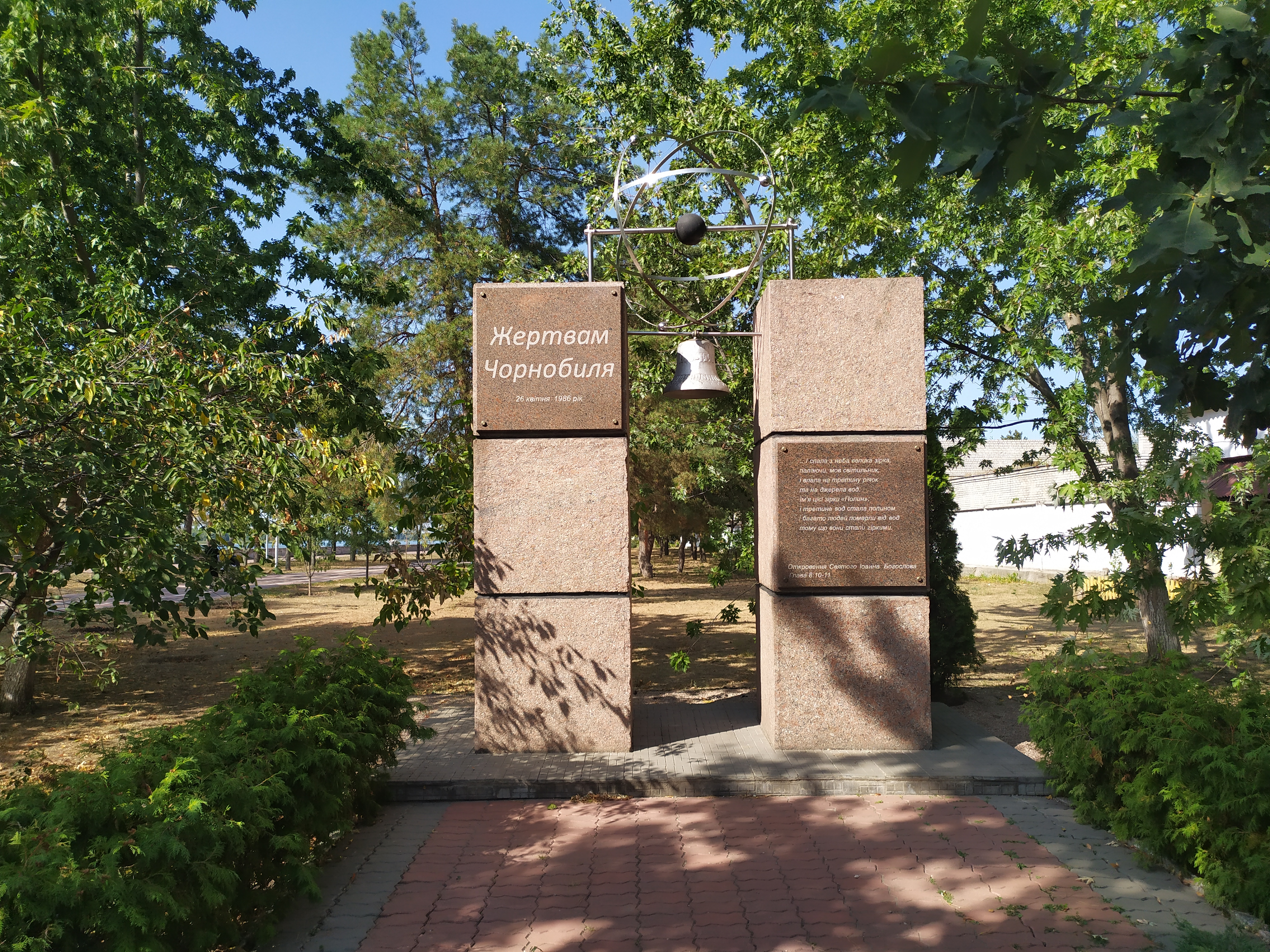
Monument au désastre de Tchernobyl classé[1].
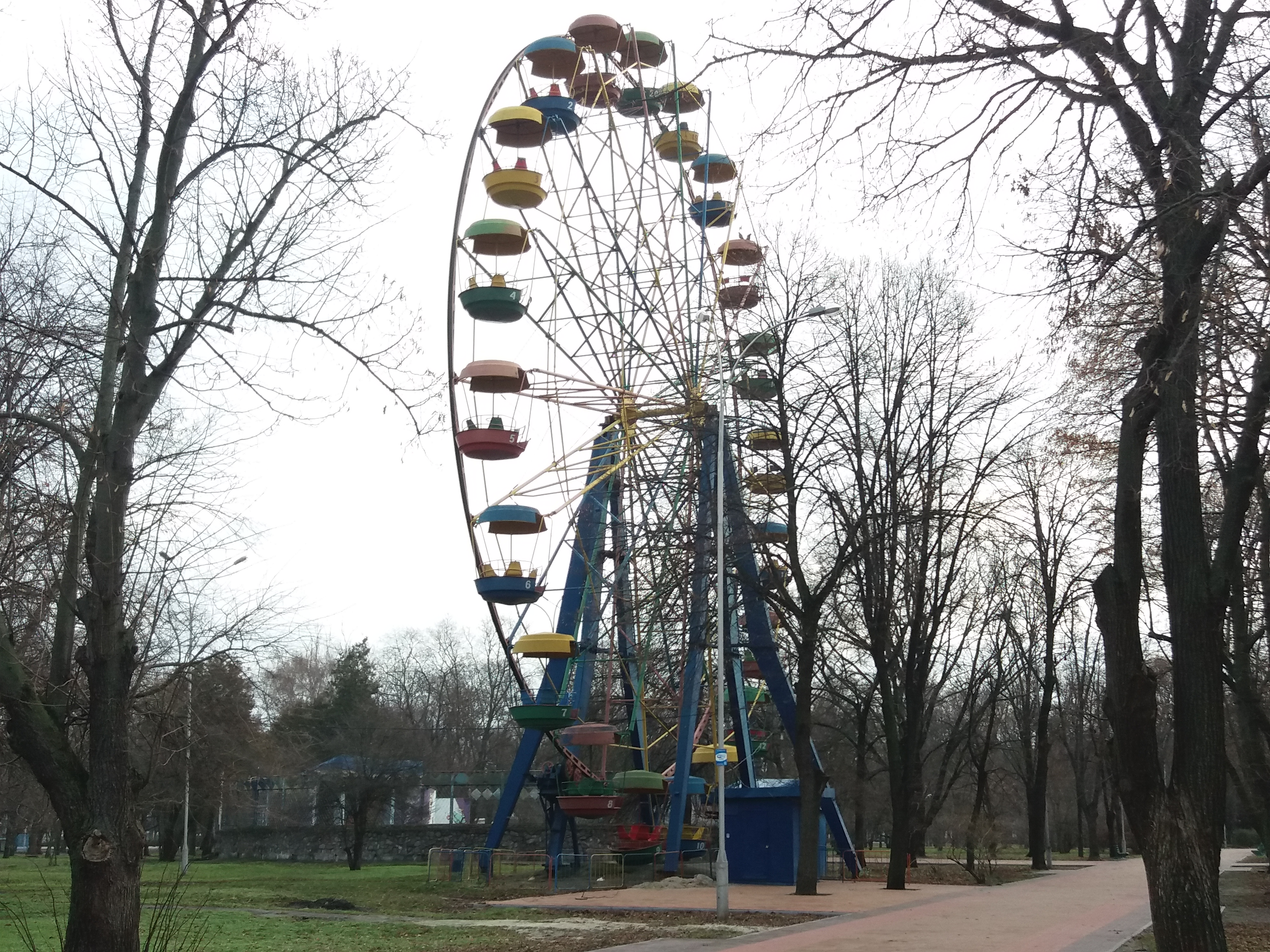
Grande roue.
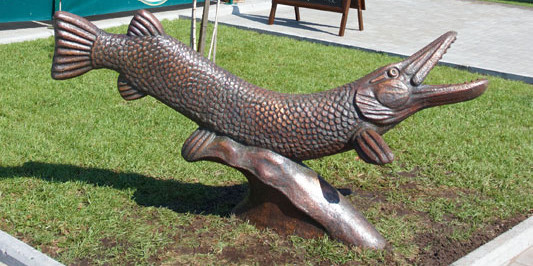
Sculpture brochet classée[2].
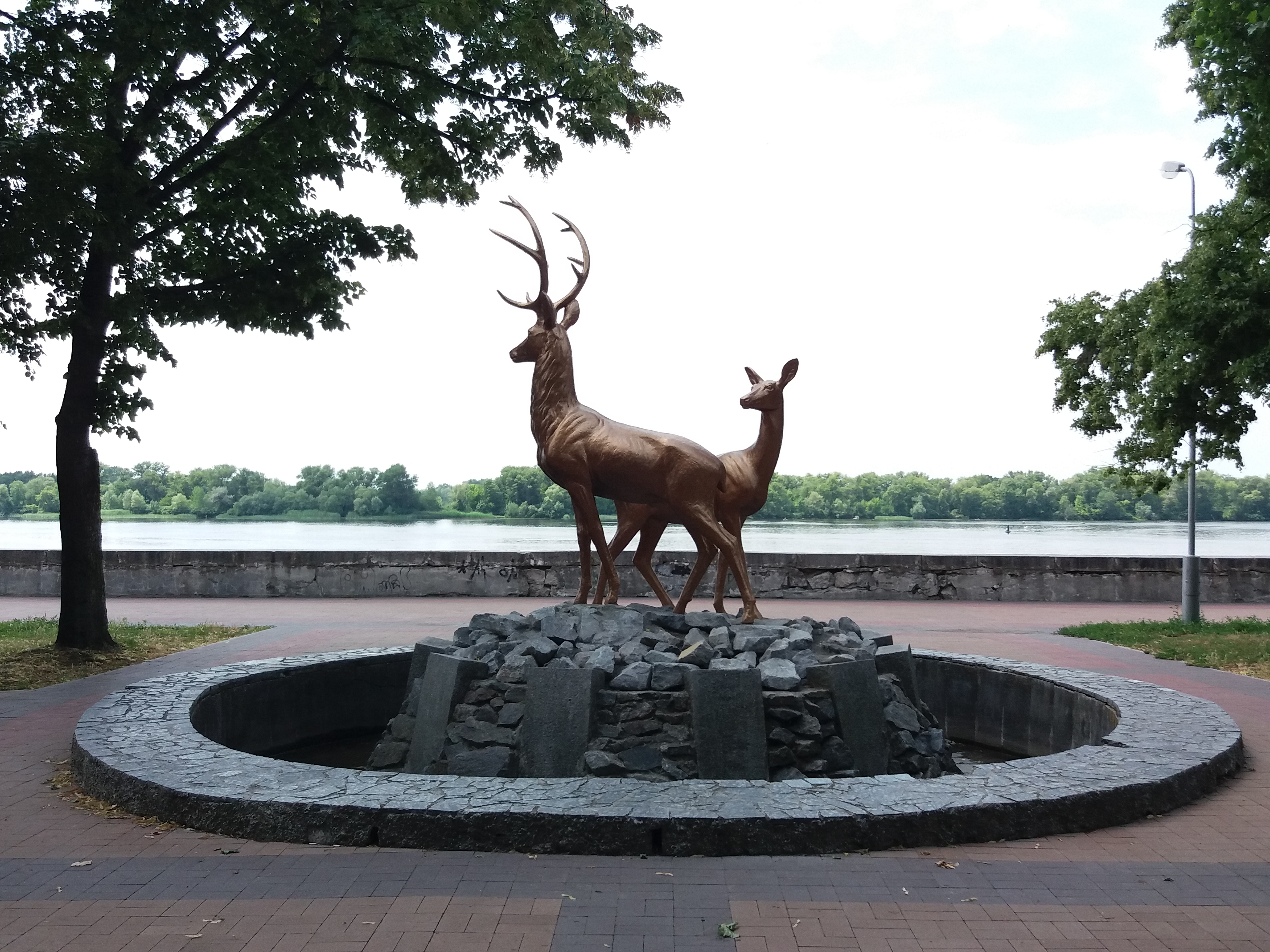
Fontaine.
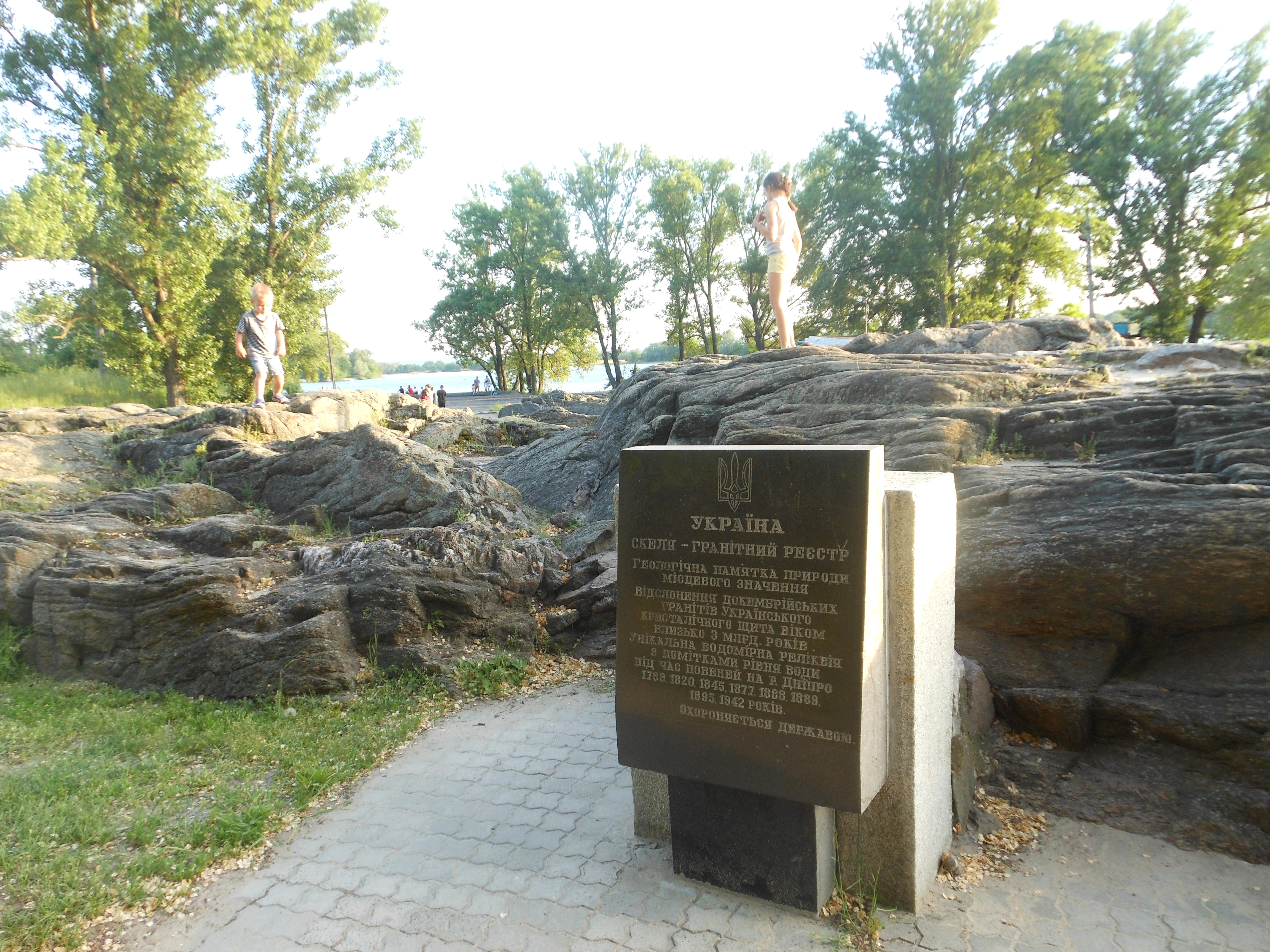
affleurement granitique classé[3].